# ウェルズリー諸島
座標: 南緯16度42分 東経139度30分 / 南緯16.700度 東経139.500度

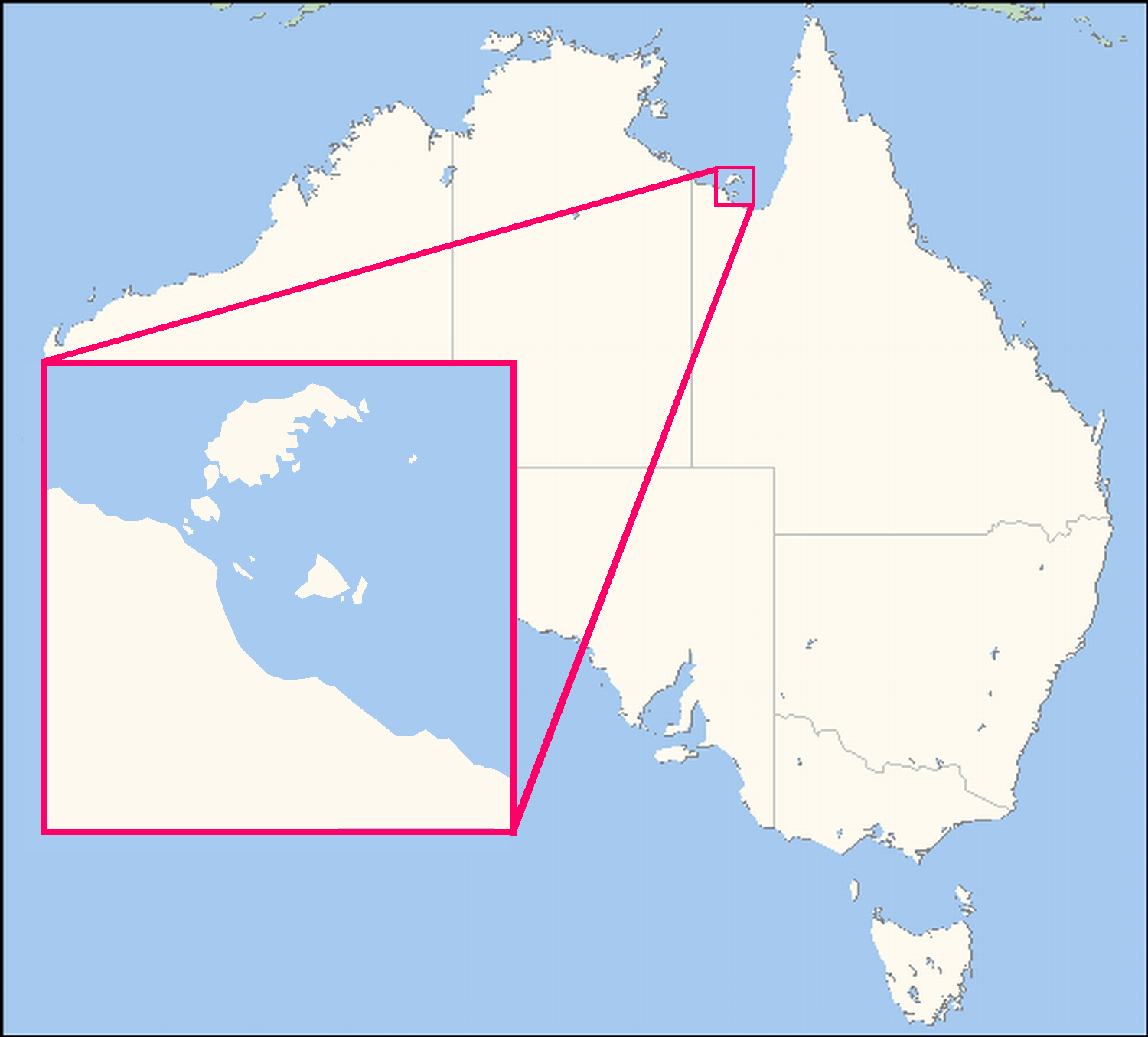
ウェルズリー諸島の位置

ウェルズリー諸島（ウェルズリーしょとう、Wellesley Islands）はオーストラリアの島。クイーンズランド州北部にあり、カーペンタリア湾の南東部に位置する。航海者のマシュー・フリンダースによって、初代ウェルズリー侯爵リチャード・ウェルズリーにちなみ命名された。
諸島最大の島はモーニントン島、ほかにシドニー島やリングヌンガニー島がある。西側にはフォーサイス諸島があり、南側には南ウェルズリー諸島がある。